# Mezo-Amerika

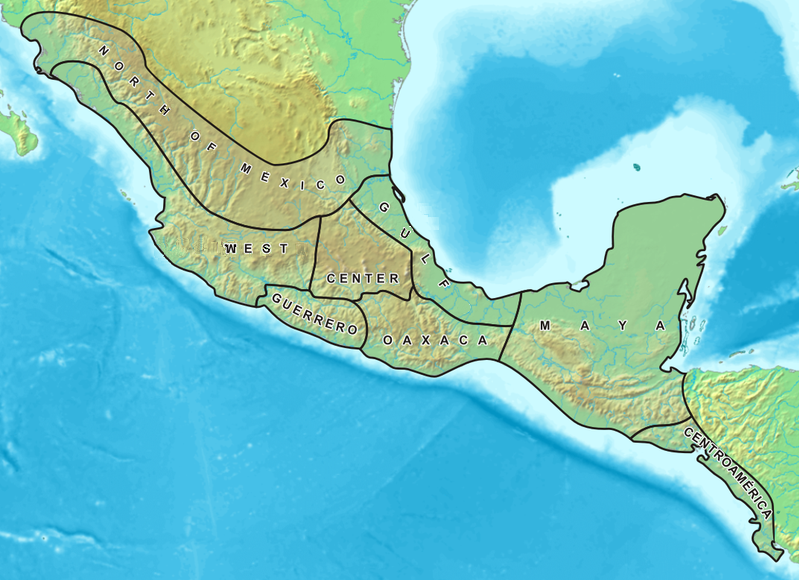
Mezo-Amerika és kulturális területei

Mezo-Amerika történeti-kulturális területi fogalom, amelynek területébe nagyjából a prekolumbiánus észak-amerikai Mexikó és a közép-amerikai kontinentális földnyelven Guatemala, Belize, Honduras, Salvador, Nicaragua és Costa Rica tartozik. A spanyol hódítás előtt ez volt Észak- és Közép-Amerika legfejlettebb régiója a 15-16. században, itt alakultak ki első történelmi birodalmai fejlett városi civilizációval és kultúrával.
Nem tévesztendő össze Közép-Amerika fogalmával, amely jelenkori fogalom is, és abba beletartozik a Karib-térség is.

## Etimológia
Összetett szó, amely a görög eredetű meso (= középen, között) és az Amerika szavakból jött létre.
Szó szerint azt jelenti, hogy Közép-Amerika.
A Mezoamerika kifejezést először 1943-ban Paul Kirchhoff német antropológus használta, aki arra próbált rámutatni, hogy mi a közös az amerikai kontinens egy részének népeiben és kultúrájában és mi választotta el őket a többitől.